# La Provinciale
Vous lisez un « article de qualité » labellisé en 2006.
Pour les articles homonymes, voir La Provinciale (homonymie).

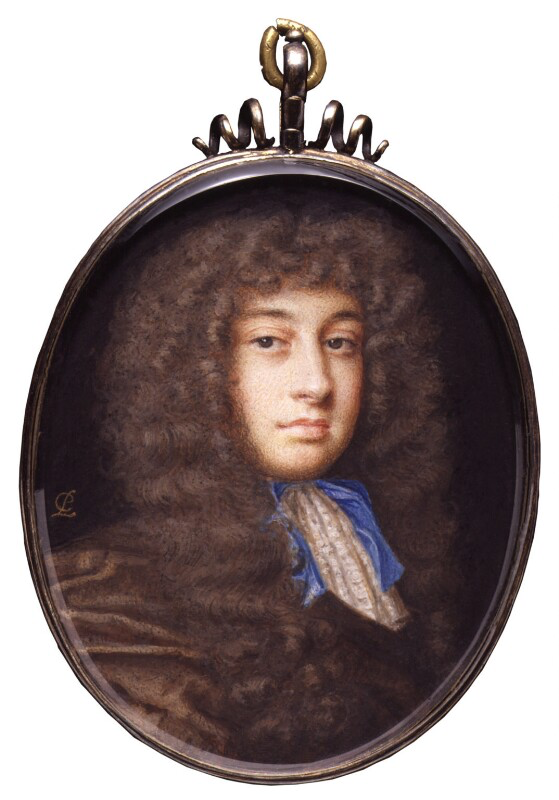
William Wycherley en 1675.

La Provinciale, qui existe aussi en français sous le titre L'Épouse campagnarde (titre original : The Country Wife), est une pièce de théâtre écrite en 1675 par le dramaturge anglais William Wycherley. Cette comédie, qui s'inscrit dans le courant de la littérature de la Restauration anglaise, reflète la liberté que permit le nouveau régime en matière d'art théâtral, en véhiculant une idéologie à la fois aristocratique et anti-puritaine qui lui valut d'être très controversée en raison de son obscénité. La pièce s'inspire de diverses œuvres de Molière, en intégrant des adaptations conformes aux exigences du public anglais de l'époque : dialogues en langage familier en prose en lieu et place des vers de Molière, intrigue rythmée et complexe, abondance de plaisanteries graveleuses. L'intrigue s'articule autour de deux axes principaux, dans le registre de l'irrévérencieux : l'histoire d'un débauché qui feint d'être impuissant pour avoir, en toute impunité, des aventures avec des femmes mariées, et l'arrivée à Londres d'une jeune « provinciale » ingénue, avec sa découverte des plaisirs de la vie citadine, et tout particulièrement des séduisants Londoniens.
Son intrigue scandaleuse et son langage cru ont, pendant très longtemps, valu à cette pièce de n'être ni jouée, ni publiée. Entre 1753 et 1924, La Provinciale fut considérée comme trop scandaleuse et elle fut remplacée sur scène par la version épurée de David Garrick, intitulée The Country Girl, qui constitue de nos jours une curiosité tombée dans l'oubli. La pièce originale de Wycherley, qui est aujourd'hui redevenue un classique de la scène, a aussi retrouvé les faveurs des critiques universitaires qui apprécient tout particulièrement sa verve, son aspect satirique féroce et les multitudes de possibilités qu'elle offre en termes d'interprétations.

## Contexte historique

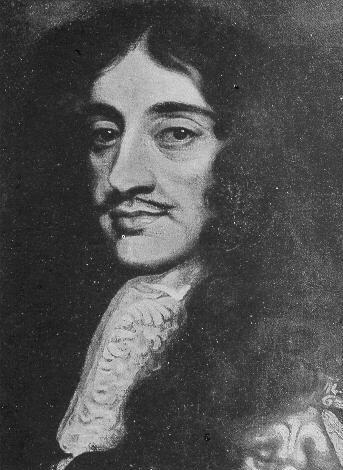
Charles II appréciait Wycherley « du fait de son bel esprit ».

Après dix-huit ans d'interdiction de toute représentation théâtrale, due au puritanisme de l'époque de Cromwell, la restauration de la monarchie, en 1660, marque la reprise spectaculaire de la vie théâtrale à Londres. Au cours du règne de Charles II (1660-1685), des dramaturges tels que John Dryden, George Etherege, Aphra Behn et William Wycherley vont écrire des comédies qui réaffirment de manière triomphante la suprématie et le prestige de l'aristocratie, après les années de prise de pouvoir de la bourgeoisie durant la période du Commonwealth, instauré par Oliver Cromwell. Reflétant l'atmosphère de la cour, ces comédies célèbrent un style de vie fait d'intrigues et de conquêtes galantes, en mettant tout particulièrement l'accent sur des situations humiliantes envers les époux du milieu de la bourgeoisie londonienne, le but recherché étant de se venger, par le biais de la sphère des échanges amoureux, de la marginalisation et de l'exil dont ont souffert les royalistes sous Cromwell. L'intérêt particulier que Charles II porte personnellement au théâtre constitue un véritable soutien pour la scène de l'époque et, d'ailleurs, les courtisans favoris du roi ne sont autres que des poètes, des dramaturges et des hommes d'esprit, tels que John Wilmot, Comte de Rochester, Charles Sackville, Comte de Dorset, et William Wycherley. Wycherley ne possède ni titre de noblesse, ni fortune, mais il est de fait admis dans le cercle des courtisans à partir de 1675, grâce à deux de ses comédies particulièrement bien accueillies, qui lui ont permis de partager non seulement la compagnie de Charles II, qui « l'appréciait beaucoup du fait de son bel esprit », mais aussi parfois celle de ses maîtresses. En 1675, à l'âge de 35 ans (période à laquelle le portrait en haut de l'article fut peint), il fait sensation avec The Country Wife, alors saluée comme étant la pièce la plus paillarde et la plus spirituelle que l'on ait jamais eu l'occasion de voir sur une scène anglaise.
Tout comme Charles II, Wycherley s'installe en France pendant quelques années durant le Commonwealth, au cours desquelles il s'intéresse au théâtre français. C'est ainsi que, durant sa brève carrière de dramaturge (1671–1676), il empruntera des thèmes et techniques au théâtre français, tout particulièrement à Molière. Cependant, à l'inverse du public français, le public anglais des années 1670 ne s'enthousiasme pas pour les comédies aux intrigues simples ou pour le concept classique de l'unité de temps, de lieu et d'action, mais exige au contraire du rythme, des intrigues complexes et, surtout, de la « variété ». Pour brosser le type d'histoire dense qui était alors en vogue à Londres, Wycherley puise son inspiration dans une combinaison de sources diverses, en vue de mettre en scène un climat d'action intense et des personnages aux tempéraments tranchés : pour ce faire, il fait appel aussi bien aux ressorts de la farce qu'à ceux de la satire ou du paradoxe.
En Angleterre, la période de la Restauration marque l'entrée des femmes sur la scène des théâtres, pour la toute première fois dans l'histoire britannique, et Wycherley a su tirer parti de cette situation inédite auprès du public. Les gens étaient alors littéralement fascinés de voir de vraies femmes inverser les codes du travestissement traditionnellement dévolu aux jeunes acteurs de l'époque élisabéthaine et endosser des costumes masculins ajustés, notamment des culottes dans les rôles masculins tenus par des comédiennes, et de les entendre égaler, voire surpasser, les héros masculins débauchés en termes de repartie et de jeux de mots ambigus. Le fait que Charles II prenne pour maîtresses des comédiennes (Nell Gwyn, en particulier) a contribué à entretenir l'intérêt du public à cet égard, et Wycherley a joué de cette curiosité dans sa pièce, notamment quand la jeune provinciale Margery Pinchwife doit se déguiser en garçon sans que cela soit réellement motivé par l'intrigue. On a aussi émis l'hypothèse selon laquelle Wycherley aurait usé de ce procédé d'exhibition des formes féminines de son personnage en vue de mettre l'accent, d'une manière quasi-voyeuse, à la fois sur l'innocence provocante de Margery et sur l'expérience indécente des femmes de la ville telles que Lady Fidget.

## Intrigue

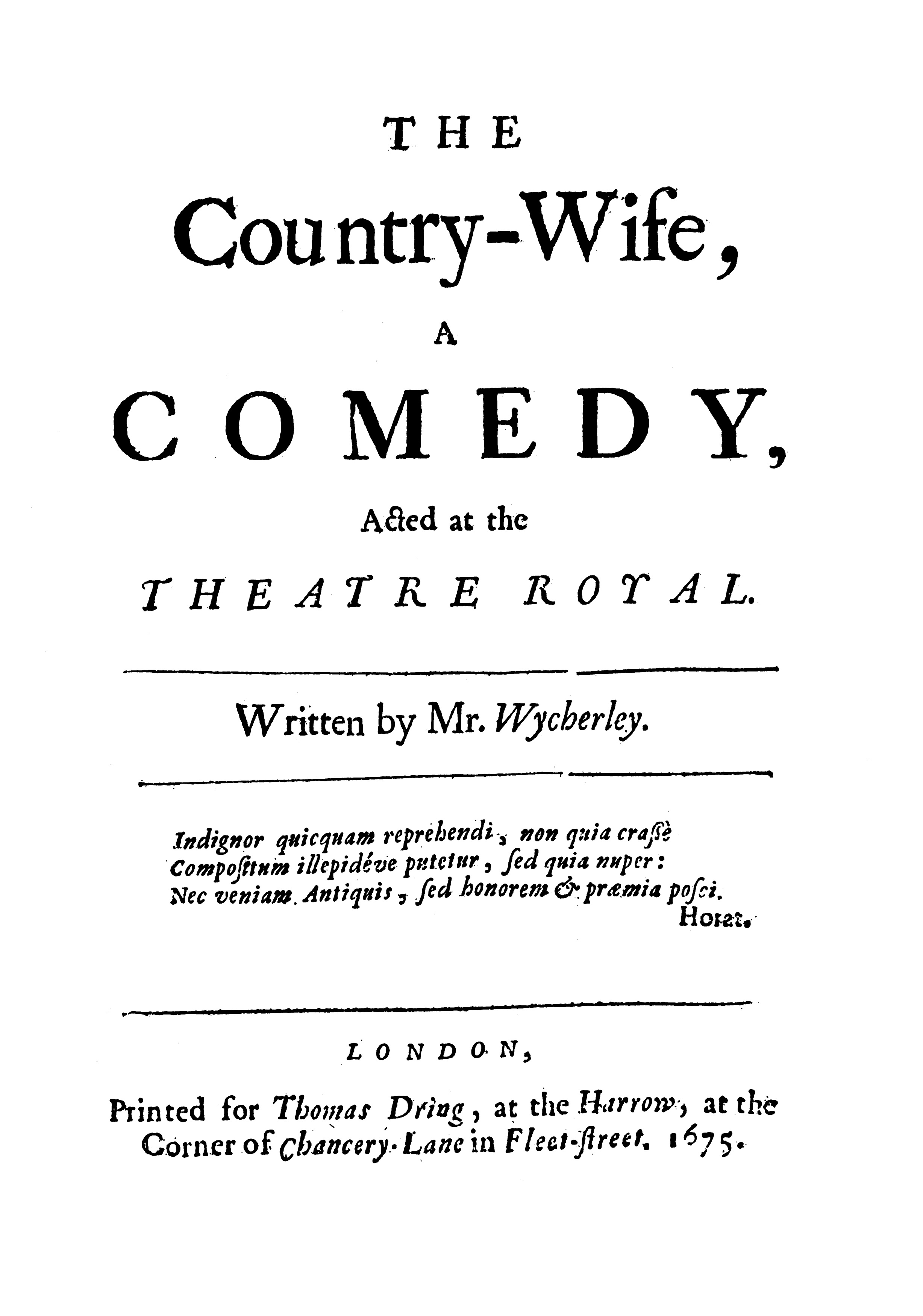
La première édition de The Country Wife.

La Provinciale est une pièce d'une facture beaucoup plus soignée que la plupart des comédies de la période de la Restauration anglaise, mais elle demeure typique de son époque en ce qu'elle s'articule autour de trois sources d'inspiration et de trois intrigues. Il existe de nombreuses corrélations entre les diverses intrigues, qui sont toutefois distinctes les unes des autres, chacune d'elles reflétant une atmosphère radicalement différente de chacune des deux autres. On peut les résumer ainsi : l'impuissance de Horner, la vie conjugale de Pinchwife et Margery, et les jeux de séduction entre Harcourt et Alithea.
1. L'impuissance feinte de Horner constitue l'axe principal autour duquel s'articulent la pièce et les moments clés de l'action. Son subterfuge, qui consiste à feindre l'impuissance de façon à pouvoir aller là où aucun homme en toute possession de ses moyens sexuels ne peut aller, tire (de très loin) son inspiration de la comédie romaine classique L'Eunuque (161 av. J.-C.) de Térence. Harry Horner, l'aristocrate débauché, organise une campagne de séduction massive à l'égard d'autant de dames respectables que possible, dans le but de cocufier ou de « faire porter des cornes » à leurs maris. Le nom même de Horner, qui signifie en français « celui qui fait porter des cornes », annonce les intentions du personnage au public. Il répand lui-même la rumeur fausse selon laquelle il est impuissant, afin de convaincre les hommes mariés qu'on peut l'autoriser sans risque à fréquenter leurs épouses. La rumeur est aussi censée l'aider à identifier les femmes qui nourrissent secrètement des désirs d'aventures extraconjugales, parce que ces femmes, face à un homme supposé impuissant, ont une réaction éloquente de rejet. Ce subterfuge, qui consiste à prêcher le faux pour savoir le vrai, fonctionne à merveille dans tous les cas. Il constitue l'un des ressorts du comique de répétition utilisé dans la pièce et vise à se moquer des femmes de la haute société, qui vivent dans l'hypocrisie en cachant leur véritable nature : la débauche.
La ruse de l'impuissance de Horner fonctionne à merveille : il couche avec de nombreuses femmes de bonne réputation, essentiellement les épouses et les filles des roturiers qui résident dans le quartier de la City de Londres, tandis que lui, Horner, comme ses amis aristocrates, réside dans les beaux quartiers alors appelés The Town (l'actuel West End). Les femmes de ce type apparaissant dans la pièce (bien qu'il y soit fait mention de nombreuses autres), généralement ensemble, sont au nombre de trois : Lady Fidget, sa belle-sœur Mme Dainty Fidget et son inséparable amie Mme Squeamish : il convient de noter la portée du choix des noms des personnages, Squeamish exprimant une idée de dégoût facile et, par extension dans le contexte, une sensibilité outrancière quant à l'inestimable valeur accordée à la réputation ; Fidget exprimant une idée d'agitation physique nerveuse et, par extension dans le contexte, une attitude de malaise perceptible. La pièce est bâtie sur le mode d'une farce qui s'articule autour du secret de Horner et se construit au fil d'une succession de situations dans lesquelles la vérité est toujours proche de se faire jour mais desquelles il parvient systématiquement à se tirer grâce à son imperturbable aplomb et à sa bonne étoile. La dernière scène de la pièce fournit l'occasion d'un ultime risque de révélation de la supercherie de Horner, par la voix de la franchise bien intentionnée de la jeune Margery Pinchwife : elle est outrée par les accusations d'impuissance à l'encontre de ce « pauvre cher Monsieur Horner », qu'elle sait fausses par son expérience personnelle, et l'on s'attend à ce qu'elle en fasse état à la fin de la pièce, lors du traditionnel rassemblement de tous les protagonistes de l'histoire devant le public. Dans un dernier tour de passe-passe magistral, Horner écarte le danger en s'alliant avec ses maîtresses les plus rusées pour persuader la jeune femme jalouse d'au moins faire semblant de croire à cette impuissance et à l'innocence toujours intacte de son épouse. Par conséquent, le personnage de Horner, bien loin de se repentir jamais de ses actes, poursuit en filigrane ses agissements au-delà du dernier acte de la pièce.
2. La vie conjugale de Pinchwife et Margery s'inspire des pièces L'École des maris (1661) et L'École des femmes (1662) de Molière. Pinchwife est un homme d'âge mur qui a épousé une provinciale ingénue dans l'espoir que cette innocence le préserve du cocufiage. Cependant, elle est prise en main par Horner, et se trouve, sans même s'en rendre compte, confrontée aux complexités sinueuses des jeux de séduction de l'élite londonienne. Les comédies de la Restauration anglaise mettent régulièrement l'accent, par des procédés comiques, sur les contrastes entre la ville et la campagne, et cette pièce en constitue une illustration. Les pièces L'École des femmes de Molière et La Provinciale de Wycherley usent toutes deux de ressorts comiques pour décrire la rencontre entre, d'un côté, des jeunes filles aussi ingénues que délurées et, de l'autre, la culture complexe et raffinée du XVIIe siècle en matière de relations galantes, à laquelle elles se trouvent confrontées. La différence entre ces deux pièces qui, ultérieurement, fera que les critiques et les producteurs de théâtre du XIXe siècle considéreront Molière comme convenable et Wycherley comme ignoble, réside en ce que le personnage d'Agnès de Molière est d'un naturel pur et vertueux, tandis que celui de Margery est son opposé même : séduite par la beauté virile des galants et des débauchés londoniens, et particulièrement par celle des acteurs de théâtre, elle place constamment son mari dans des situations intenables, par son franc-parler et son attrait pour les plaisirs charnels. Ici, l'un des ressorts du comique de répétition réside dans la manière dont la jalousie maladive de Pinchwife le pousse systématiquement à révéler à Margery très exactement les renseignements qu'il souhaiterait pourtant qu'elle ne détienne surtout pas.
3. Le jeu de séduction entre Harcourt et Alithea recouvre une histoire d'amour conventionnelle, qui ne tire son inspiration d'aucune source littéraire précise. À force de persévérance et grâce à l'amour sincère qu'il porte à Alithea (la sœur de Pinchwife), Harcourt (l'ami de Horner) parvient à conquérir le cœur de sa bien-aimée. Dans cette histoire, le mécanisme du suspense réside dans l'aveuglement d'Alithea, personnage féminin désarmant de droiture et d'honnêteté qui s'accroche, avec candeur et vertu, à son engagement envers Sparkish, le dandy maniéré auquel elle est fiancée, alors même que la stupidité et le cynisme de ce personnage se dévoilent crescendo au fil de la pièce. Ce n'est qu'à l'occasion d'un quiproquo au cours duquel Sparkish la surprend avec Harcourt dans une situation qu'il juge, à tort, comme compromettante, qu'elle finit par reconnaître l'amour qu'elle porte à Harcourt, réalisant que lui, contrairement à Sparkish, ne doute pas de sa vertu.

## Scènes importantes
L'une des scènes incontournables de la pièce est la « scène de la porcelaine », qui se caractérise par un long dialogue à double sens essentiellement émis des coulisses, dans lequel Horner évoque, en apparence, sa collection de porcelaine avec deux de ses amies. Le mari de Lady Fidget et la grand-mère de Mme Squeamish, qui se trouvent sur scène, écoutent la conversation, en approuvant de la tête et sans saisir le double sens de la conversation qui, en revanche, est évident pour le public. Lady Fidget a déjà expliqué à son mari que Horner connaissait très bien la porcelaine, et qu'il en possédait de très belles pièces, mais qu'il ne les lui ferait pas voir de peur qu'elle ait envie de lui en réclamer. « Mais je la découvrirai, et j'obtiendrai ce pour quoi je suis venue ici », déclare-t-elle en fin de tirade (IV.iii.110). Ce type de dialogue a fait du mot « china » en anglais (la traduction en français de « china » dans ce contexte étant « porcelaine ») un terme à double sens obscène dans le langage familier, affirmera plus tard Wycherley (similaire au double sens de l'expression « service trois pièces » en français).
Une autre scène célèbre de la pièce est celle dans laquelle le groupe autoproclamé vertueux de Lady Fidget et ses amies va rendre visite à Horner à son domicile pour y faire la noce, où elles se débarrassent totalement du masque de vertu qu'elles portent en public, se comportant à la manière des hommes les plus débauchés, poussant des chansons tapageuses et trinquant à des motifs scandaleux. Pour finir, chacune de ces dames déclare triomphalement que Horner est l'amant même auquel elle trinque, ce qui entraîne un pugilat de jalousie lorsqu'elles réalisent qu'elles ont toutes reçu les faveurs de Horner. Mais elles comprennent vite qu'elles n'ont d'autre choix que de garder le secret : « Eh bien, sœurs de partage, il n'est aucun remède, ne nous laissons pas abattre, et soucions-nous plutôt de notre honneur ».
Autre scène fameuse de la pièce : celle qui, dans l'intrigue des Pinchwife, mêle farce et cauchemar lorsque l'époux Pinchwife tente de forcer sa femme à écrire une lettre d'adieu dédaigneuse à Horner, la traitant de catin et la menaçant d'un canif (IV.ii.95). Comme toutes ses autres tentatives, celle-ci échoue, et elle permet même à sa femme d'envoyer à Horner une lettre d'admiration.

## Représentations

### Première représentation

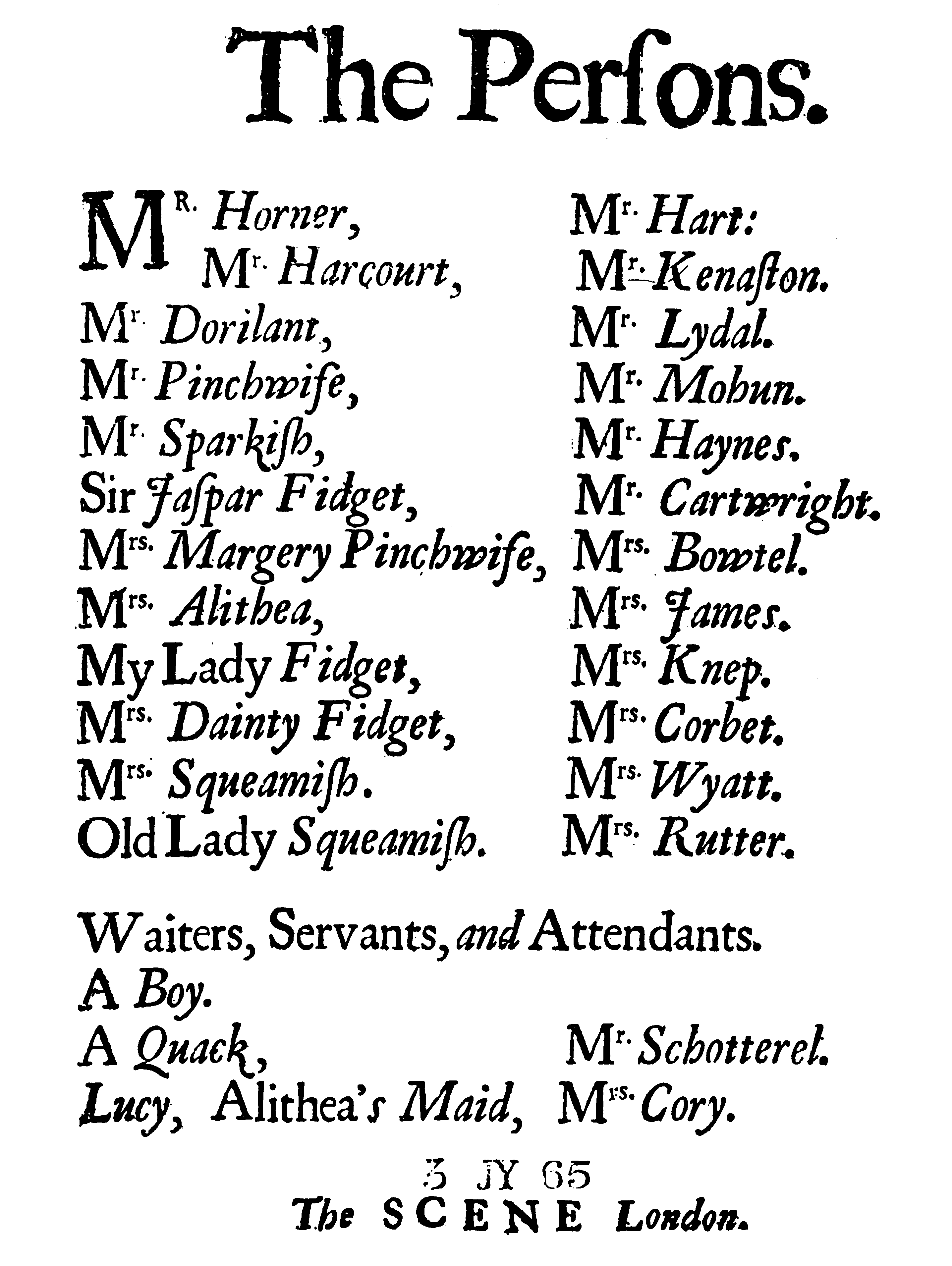

La Provinciale fut jouée pour la première fois en janvier 1675, par la Compagnie royale de Charles II, au Théâtre royal de Drury Lane à Londres. Ce luxueux théâtre, pouvant accueillir deux mille personnes, œuvre de l'architecte Christopher Wren, avait ouvert ses portes un an auparavant. Il était de conception compacte et, malgré sa vaste capacité d'accueil, permettait le maintien de l'intimité des liens entre le public et les comédiens, vestige de l'une des caractéristiques primordiales du théâtre élisabéthain.  Ainsi, le plateau comportait une avant-scène d'une taille digne de celle des scènes de la période élisabéthaine, dite en éperon, sur laquelle les comédiens pouvaient évoluer dans une proximité maximale avec le public.
La distribution originale de la pièce figurait dans la première édition publiée de La Provinciale, comme le voulait la tradition, et certains chercheurs actuels pensent que la présence de ces informations éclaire sur les intentions de William Wycherley, qui a écrit la pièce en ayant à l'esprit les comédiens qui interpréteraient ses personnages, ajustant minutieusement leurs rôles respectifs en fonction de leurs points forts. Qui plus est, dans la mesure où le public était essentiellement constitué d'amateurs habitués des théâtres, les auteurs et les metteurs en scène pouvaient, en choisissant des comédiens réputés et célèbres, jouer sur la personnalité d'acteur que ces derniers s'étaient forgée au fil de leur répertoire, pour enrichir ou influencer la perception de la consistance de leurs personnages par le public, technique toujours couramment employée aujourd'hui, au cinéma comme à la télévision.
Ainsi, plusieurs des comédiens avaient l'habitude de jouer chacun dans leurs registres spécialisés respectifs, notamment l'acteur Joseph Haines, qui interprétait le personnage quelque peu fourbe de Sparkish, à l'origine le fiancé d'Alithea. Dès le début de sa prestigieuse carrière de comédien, chanteur et danseur, Haines avait acquis une réputation d'excentrique tout en faisant preuve d'une présence scénique très forte, si bien que, grâce à cette image qu'il véhiculait, le personnage de Sparkish ne se cantonnait pas à représenter un rôle comique de tête de turc pour Horner, Harcourt et Dorilant, les personnages incarnant la franchise dans la pièce, mais constituait aussi, de ce fait, une menace crédible vis-à-vis de l'idylle entre Harcourt et Alithea.
Le rôle de Pinchwife était interprété par Michael Mohun, un comédien d'âge plus mûr, qui était célèbre pour ses incarnations de rôles de personnages malveillants et cruels, tel Iago, dans Othello de Shakespeare, et Volpone, dans la pièce éponyme de Ben Jonson. Madame Pinchwife était jouée par Elizabeth Boutell, une jeune comédienne ainsi décrite par Thomas Betterton, un autre célèbre comédien du XVIIe siècle : « une allure de femme-enfant, une voix fluette et néanmoins veloutée ; elle incarnait généralement l'ingénue de laquelle tous les héros masculins s'amourachent ». Selon les informations dont on dispose aujourd'hui, il semble qu'Elizabeth Boutell n'ait interprété, avant ce personnage de femme mariée dans le rôle de Margery, que des rôles de demoiselles et d'ingénues. Le choix de ce couple de comédiens pour incarner le couple Pinchwife a ainsi permis d'aboutir à l'accentuation du caractère jeune et innocent de Margery, en contraste avec la maturité et la brutalité dégagées par Michael Mohun dans son incarnation du mari. Dans la distribution d'origine, l'autre époux cocufié par Horner, Jaspar Fidget, était interprété par un autre comédien d'âge mûr, William Cartwright, célèbre pour ses rôles comiques, tel celui du bouffon Falstaff, un personnage récurrent de Shakespeare. Ce choix d'acteurs fait penser que le personnage de Jaspar était incarné dans un parti pris de comique franc sans équivoque, tandis que la figure de Pinchwife jouait sur l'ambivalence d'un personnage à la fois cocasse et inquiétant.

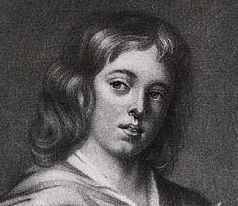
Harcourt : dans les années 1660, Edward Kynaston interprétait des rôles féminins.

Les deux protagonistes masculins Horner et Harcourt étaient interprétés par deux comédiens aux personnalités bien distinctes, Charles Hart et Edward Kynaston (ou Kenaston), dans le but d'intensifier le contraste entre les deux personnages. Selon Peter Dixon, auteur d'un essai sur La Provinciale de Wycherley, l'imposante virilité de Charles Hart, alors âgé de 45 ans, avait grandement contribué à asseoir sa renommée, grâce à ses incarnations de rôles de personnages forts et hardis, notamment celui d'Almanzor, le héros fier et impitoyable de La Conquête de Grenade, pièce de John Dryden, ainsi que grâce à ses incarnations de personnages de débauchés, qu'il enrichissait de sa nonchalance et de son charisme. Nombreux sont les analystes littéraires qui pensent que les personnalités et les qualités d'acteur respectives de Charles Hart et de Nell Gwynne (une comédienne célèbre de l'époque, qui n'apparaît pas dans la distribution de cette pièce) ont contribué à fonder, au même titre que le travail d'écriture des dramaturges, la fameuse règle de dualité propre aux comédies de la Restauration anglaise, qui s'articule autour d'un subtil mélange de badinage léger et de lubricité plus appuyée. Edward Kynaston, être androgyne à la beauté troublante, probablement âgé d'une trentaine d'années au moment des premières représentations de La Provinciale, symbolisait, quant à lui, un type de protagoniste radicalement différent. Il avait commencé sa carrière en 1660 en attirant l'attention du public grâce à ses incarnations remarquables de rôles féminins, les femmes n'ayant été admises à exercer la profession de comédienne qu'à partir de 1662. Il a d'ailleurs été qualifié de « femme la plus jolie de toute la scène anglaise » par Samuel Pepys, grande figure politique et intellectuelle de la période de la Restauration.
John Harold Wilson, éminent spécialiste de la littérature de la Restauration anglaise, dans son essai sur les pièces de la Restauration paru en 1969, émet la thèse selon laquelle il convient de tenir compte de la fameuse présence scénique virile de Charles Hart pour toute lecture critique de la pièce : en effet, selon lui, sans l'apport de ce pan de la personnalité de Hart, le personnage de Horner aurait perdu en crédibilité, car le jeu du comédien enrichit l'intention de Wycherley, qui se résume, au pied de la lettre, à un personnage de séducteur roublard classique relativement ordinaire, en lui apportant la dimension d'un séducteur redoutable plausible aux yeux du public, les naïfs un peu crétins tels que Jaspar Fidget étant les seuls à le considérer comme inoffensif. Dans ces conditions, il semble évident, toujours selon Wilson, que le personnage de Harcourt interprété par Edward Kynaston (qui était pourtant, en 1675, devenu un comédien réputé et fortement apprécié pour ses incarnations de rôles masculins), devait faire pâle figure face au personnage de Horner tel qu'incarné par Hart. Les personnalités des comédiennes choisies pour donner la réplique aux deux héros ont dû en outre accentuer cette tendance, en rendant l'intrigue de l'histoire de Horner beaucoup plus consistante d'un point de vue théâtral que celle de la romance impliquant Harcourt : ainsi, Lady Fidget, la maîtresse principale de Horner, chef de file du groupe des vertueuses secrètement affamées de sexe, était incarnée par Elizabeth Knepp, une comédienne au tempérament bien trempé, dont Samuel Pepys parlait en ces termes : « l'être à l'humour le plus délicieusement incongru qu'il m'ait été donné de voir, et la chanteuse la plus sublime qu'il m'ait été donné d'entendre », talents pour lesquels la fameuse scène de beuverie dans les appartements de Horner semble avoir été taillée sur mesure. À l'opposé, le choix de la comédienne Elizabeth James, au tempérament beaucoup plus effacé, pour le rôle d'Alithea, a vraisemblablement contribué à affadir l'intrigue de l'histoire entre Harcourt et Alithea. Ce sont ces types de considérations historiques qui ont généré le scepticisme des critiques modernes quant à la lecture critique manichéenne de la pièce émise en 1959 par Norman Holland, éminent chercheur et enseignant de l'Université de Floride, qui a alors considéré que l'intrigue de l'histoire d'amour véritable entre Harcourt et Alithea constituait la plus importante de la pièce (Cf. section « Critique moderne » ci-dessous).

### Représentations ultérieures
La Provinciale reçut dès sa sortie un bon accueil du public, et ce, malgré les réactions scandalisées suscitées par le subterfuge de l'impuissance feinte de Horner et la fameuse scène de la porcelaine, avec son dialogue à double sens obscène. Wycherley, dans sa pièce suivante, L'Homme franc, écrite un an plus tard, en 1676, tourna en ridicule ces types de critiques, notamment en faisant dire au personnage d'Olivia (caractérisé par une hypocrisie certaine) que la scène de la porcelaine de La Provinciale avait tout bonnement mis à bas la réputation de tous les objets en porcelaine et, par là même, souillé l'innocence et la délicatesse des bibelots les plus purs ornant le boudoir des dames. Wycherley réplique en faisant dire au personnage d'Eliza, d'un caractère plus sensé, qu'elle tient malgré tout à voir la pièce, et que ces allégations n'entameront pas la considération qu'elle porte à la porcelaine, à La Provinciale et à l'œuvre de cet auteur qualifié d'ignoble par sa cousine Olivia. Ainsi, se décrivant lui-même, dans L'Homme franc, comme l'ignoble auteur de la scène de la porcelaine, Wycherley paraît plus amusé qu'en proie aux remords et aux regrets eu égard à sa réputation auprès de certains esprits chagrins. De fait, La Provinciale n'a aucunement souffert des plaintes dont elle fut la cible à sa sortie et est, au contraire, devenue une valeur sûre du répertoire populaire, de sa création en 1675 jusqu'au milieu des années 1740, période à laquelle son succès commence à s'essouffler, les goûts du public ayant trop évolué pour que les plaisanteries graveleuses qui caractérisent la pièce fassent encore mouche. Ainsi, La Provinciale est jouée pour la dernière fois au XVIIIe siècle en 1753, et ne sera ensuite plus montée pendant 171 ans, jusqu'à sa reprise en 1924 au Regent Theatre de Londres. Aux États-Unis, la toute première représentation de la pièce originale de Wycherley a lieu en 1931.
Durant cette longue période d'absence de représentation sur scène, La Provinciale continua cependant d'exister symboliquement à travers la version épurée écrite en 1766 par le dramaturge David Garrick, intitulée The Country Girl, dans laquelle le personnage de Margery prend les traits d'une jeune femme vierge et Horner, ceux d'un soupirant romantique. Cette pièce connut un grand succès populaire : elle fut en tout montée à plus de vingt reprises, allant jusqu'à être jouée à New York dès 1794, et totalisant bon nombre de représentations à Londres comme à New York, jusqu'au XXe siècle. Les quelques critiques contemporains qui se sont intéressés à la version de David Garrick en parlent généralement en termes peu flatteurs, la considérant comme une œuvre mièvre et insipide en regard de la causticité et du piquant de La Provinciale. La pièce originale de William Wycherley est désormais redevenue un classique de référence dont on ne compte plus les innombrables représentations données tant par des troupes professionnelles que par des troupes amateurs dans les pays anglo-saxons, d'autant qu'elle figure parmi les œuvres les plus appréciées des comédiens, du fait de son bel éventail de rôles intéressants. La pièce a même été l'objet d'une adaptation cinématographique en 1975, soit exactement 300 ans après sa création, sous la forme du film Shampoo, réalisé par Hal Ashby, avec Warren Beatty dans le rôle de Horner : selon le critique James Ogden, ce long métrage, qui ne constitue pas une adaptation fidèle de la pièce d'origine, s'inspire de la création de La Provinciale imaginée en 1969 par le metteur en scène Robert Chetwyn à l'occasion du festival de théâtre de Chichester.

## Critique

### Critique jusqu'au milieu duXXesiècle

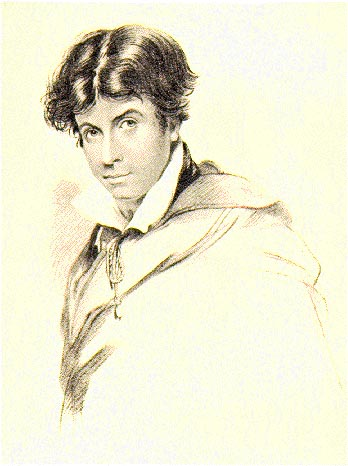
Leigh Hunt admirait Wycherley.

Depuis sa création jusqu'au milieu du XXe siècle, La Provinciale fut à la fois l'objet d'éloges sur le plan artistique et de réactions d'indignation d'un point de vue moral. Nombreux sont les critiques qui ont, au fil des siècles, encensé sa verve et sa maestria, y compris à l'époque victorienne, tel Leigh Hunt, qui exprima toute son admiration pour cette œuvre dans un recueil de pièces de théâtre de la Restauration qu'il publia en 1840 (ce qui constituait en soi une entreprise audacieuse, étant donné le caractère prétendument obscène de ces pièces qui n'avaient pas été publiées depuis longtemps). L'indignation ne tarda toutefois pas à se faire de nouveau entendre, notamment par la voix de l'influent Thomas Babington Macaulay qui, dans un billet critique de l'édition compilée par Hunt, balaya avec dédain la question de la valeur littéraire de l'œuvre, clamant que « la trivialité de Wycherley le préserve des critiques au même titre que le putois est à l'abri des chasseurs. Il n'a rien à craindre tant il est répugnant au toucher et d'un abord nauséabond ». Margery Pinchwife, considérée comme un personnage purement comique du temps de Wycherley, est décrite par Macaulay comme une femme « scandaleuse » évoluant dans une « intrigue immorale qui flatte les instincts les plus bas et les sentiments les moins nobles ».

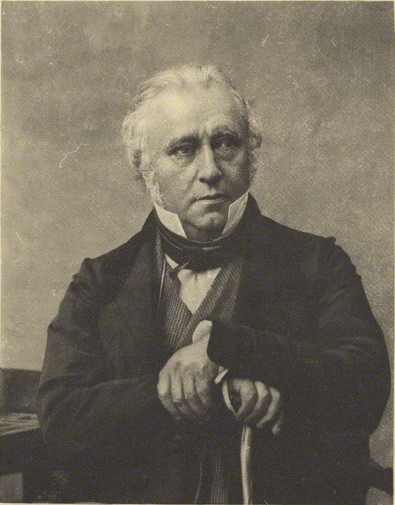
Thomas Macaulay méprisait Wycherley.

Au XIXe siècle, le son de cloche qui retentit concernant La Provinciale fut celui de Macaulay, et non celui de Hunt. Il était de fort mauvais aloi de la monter sur scène ou même d'en parler : elle demeura donc au rang des œuvres obscures et oubliées. Ainsi, le très prude George Bernard Shaw rejeta en bloc les comédies de la Restauration, les accablant de son mépris. De même, le célèbre critique de théâtre Max Beerbohm raconte à quel point il se trouva dans l'embarras, lors d'une visite chez le poète Swinburne, du fait de sa confusion entre une pièce très rare de l'époque élisabéthaine, The Country Wench, que Swinburne voulait lui faire découvrir, et « une pièce intitulée The Country Wife de —Wycherley, peut-être ? Il me semble l'avoir lue —ou en avoir lu quelque écho... »
Au cours de la première moitié du XXe siècle, les critiques universitaires conservèrent une approche prudente de La Provinciale, avec de fréquentes mises en garde contre sa « brutalité », quand bien même ils se mirent à faire l'éloge de sa justesse en termes de regard sur la société de l'époque. À cette période, la pièce n'était pas du tout considérée comme drôle et les critiques positives qu'elle pouvait susciter la qualifiaient de satire ou de critique sociale, mais jamais de comédie. Au XXe siècle, la « scandaleuse » Madame Pinchwife de Macaulay devient le centre de préoccupations morales : pour certains critiques, tel Bonamy Dobrée en 1924, elle campe un personnage tragique, dont la destinée n'est autre que de voir sa naïveté cruellement mise à profit par le « sinistre et cauchemardesque personnage » de Horner.

### Critique moderne
À partir des années 1950, on observe une évolution majeure des points de vue critiques sur La Provinciale, qui est dès lors considérée comme une œuvre empreinte de profondeur et d'originalité. En 1959, Norman Holland, éminent chercheur et enseignant de l'Université de Floride, propose de la pièce une interprétation manichéenne qui fera autorité pendant des années. Il sera le premier à se pencher avec sérieux sur les valeurs morales dépeintes par Wycherley dans sa pièce : selon l'analyse de Holland, La Provinciale brosse le portrait de deux archétypes masculins délétères - le libertin en la personne de Horner et le possessif en celle de Pinchwife - pour mieux mettre en avant la valeur humaine de Harcourt, l'amoureux sincère, qui représente la confiance mutuelle dans le mariage. Dans cette même génération de critiques, l'approche de Rose Zimbardo fit également date : en 1965, elle basa son analyse de la pièce sur un plan à la fois général et historique, la considérant comme une satire sociale féroce.
Ces deux points de vue critiques sont aujourd'hui tombés en désuétude. Il n'existe pas véritablement de consensus quant à l'analyse de La Provinciale et sa résistance notoire à l'interprétation, loin de lui porter préjudice, suscite chez les chercheurs une grande émulation. Ces dernières années, l'accent a été mis surtout sur la dimension idéologique de l'œuvre : il s'agit d'une pièce écrite par un courtisan à destination d'un public d'aristocrates et de courtisans. En 1997, Douglas Canfield, dans son ouvrage consacré à l'idéologie des comédies de la Restauration, a fait remarquer la présence d'un scénario inhabituel pour ce type de pièce : les agissements de Horner en termes de cocufiage visent à semer la zizanie non seulement dans les familles de la bourgeoisie londonienne de la City, dans la pure tradition des aristocrates débauchés de l'époque, mais aussi dans son propre milieu, à savoir les élites résidant dans les beaux quartiers, que l'on nommait alors The Town (correspondant à l'actuel West End), qui s'étaient érigés à l'ouest de la City après le grand incendie de Londres de 1666. Chez Wycherley, les relations entre courtisans sont essentiellement basées sur des jeux de séduction. En 1985, Eve Kosofsky Sedgwick, universitaire américaine célèbre dans le domaine des Gender studies, dans son ouvrage Between Men: English Literature and Male Homosocial Desire, a mis en avant le fait que ces jeux de séduction n'intervenaient en fait pas véritablement entre les hommes et les femmes, mais entre hommes, par l'intermédiaire des femmes qui ne constituent donc que les vecteurs du « désir homosocial » des hommes entre eux (le terme « homosocial » faisant référence à une relation non sexualisée entre personnes du même sexe). Dans le climat de compétition spirituelle qui régnait parmi les courtisans, était considéré comme vainqueur celui qui faisait preuve de la ruse la plus fine pour exercer sa virilité. Ainsi, Horner, selon Canfield, « symbolise non seulement la supériorité de son rang d'aristocrate, mais aussi celle de l'élite même de cette classe sociale, incarnée par les hommes d'esprit londoniens, une minorité privilégiée qui constitue en quelque sorte la jet set de l'époque, qui se compose donc des résidents des beaux quartiers de la Town londonienne, la cour royale étant le siège véritable du pouvoir de la nation ». Toujours selon Canfield, l'offensive menée dans la scène de la porcelaine contre le milieu qui a accordé à Wycherley son mécénat dans l'attente qu'il prenne son parti (en l'occurrence face aux roturiers incarnés par Sir Jaspar Fidget et Lady Fidget), ne pouvait déclencher dans le public des aristocrates un rire franc et sans entrave qu'à la condition que le personnage de Horner soit en fin de compte puni en devenant réellement impuissant : or, il n'en est rien. Douglas Canfield en conclut : « Lorsque la pièce se termine sans que le ressort d'une justice poétique ne vienne concrétiser l'impuissance de Horner qui, au contraire, conserve toutes ses facultés viriles et continue de sévir, le public rit à ses propres dépens : les femmes de qualité rient jaune parce qu'elles ont été l'objet de calomnies misogynes, et les hommes de qualité rient jaune car, en quelque sorte, ils se rendent compte que la solidarité de classe n'est rien d'autre qu'une vaine chimère ».

## Sources
: document utilisé comme source pour la rédaction de cet article.